# Polystichum orbiculatum
Polystichum orbiculatum är en träjonväxtart som först beskrevs av Nicaise Augustin Desvaux, och fick sitt nu gällande namn av J. Rémy, Fée. Polystichum orbiculatum ingår i släktet Polystichum och familjen Dryopteridaceae. Utöver nominatformen finns också underarten P. o. boboense.